# Analeptura lineola
Analeptura lineola là một loài bọ cánh cứng trong họ Cerambycidae.